# Uwe Siegfried Kahre

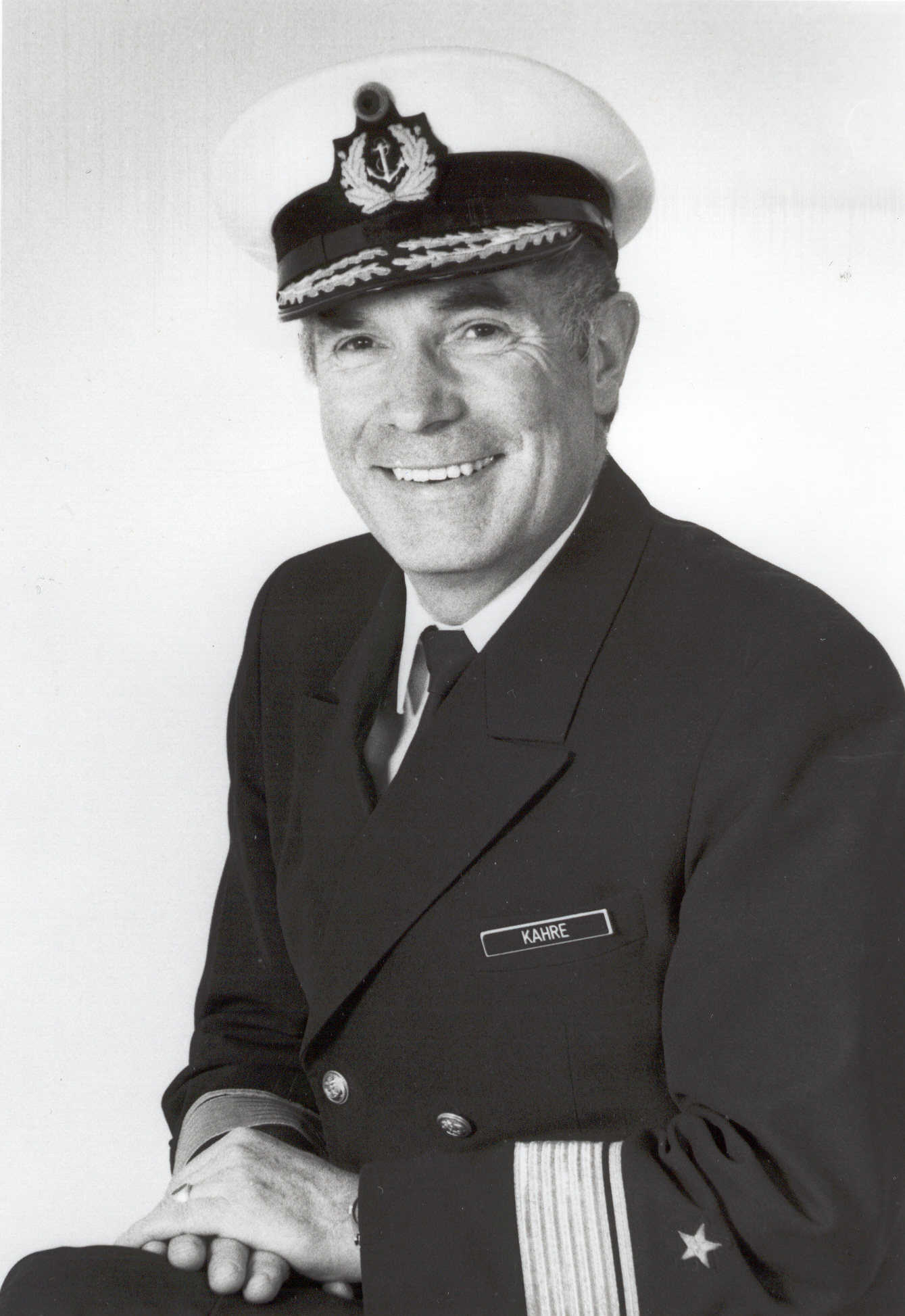
Uwe Siegfried Kahre (1996)

Uwe Siegfried Kahre (* 11. Dezember 1943 in Deutschwehr im Kreis Opatów; † 7. Juni 2017 in Rheinbach) war ein deutscher Konteradmiral der Marine der Bundeswehr, der unter anderem zwischen 1996 und 1999 Kommandeur der Marineschule Mürwik sowie von 2003 bis 2004 Befehlshaber des Wehrbereichskommandos I „Küste“ war.

## Leben
Kahre begann nach dem Abitur als Mitglied der Crew IV/1964 am 1. April 1964 seine Ausbildung zum Seeoffizier der Bundesmarine an der Marineschule Mürwik. Zu seinen Jahrgangskameraden gehörte Jörg Auer, der spätere Kommandeur der Flottille der Minenstreitkräfte, Chef des Führungsstabes der Streitkräfte sowie Stellvertretender Inspekteur der Marine und Chef des Stabes im Führungsstab der Marine. Er besuchte nach verschiedenen Verwendungen in der Bundesmarine von 1973 bis 1976 einen Lehrgang im Fach Elektrotechnik an der Naval Postgraduate School (NPS) der US Navy in Monterey und schloss diesen mit einer Diplomarbeit mit dem Titel A study of a dielectric backed resonant slot antenna ab. Danach war er in verschiedenen Verwendungen im Marineamt, im Bundesministerium der Verteidigung sowie an Auslandsvertretungen tätig. Darüber hinaus war er Lehrgruppenkommandeur an der Marineortungsschule (MOS) in Bremerhaven sowie als Kapitän zur See als Nachfolger von Kapitän zur See Karl Heinz Kelle vom 25. September 1992 bis zu seiner Ablösung durch Kapitän zur See Reinhard Kühtze am 7. September 1994 Kommandeur des Kommando Marineführungssysteme (KdoMFüSys) auf dem Marinestützpunkt Heppenser Groden. Im Anschluss war er als Nachfolger von Flottillenadmiral Konrad Ehrensberger vom 1. Juli 1994 bis zu seiner Ablösung durch Flottillenadmiral Detlef Kammholz im Dezember 1996 Stellvertretender Kommandeur und Chef des Stabes des Marineunterstützungskommandos (MUKdo) sowie Admiral Logistiktruppen.
Flottillenadmiral Kahre löste am 19. Dezember 1996 Flottillenadmiral Götz Eberle als Kommandeur der Marineschule Mürwik ab und verblieb auf diesem Posten bis zum 16. September 1999, woraufhin Flottillenadmiral Hubertus von Puttkamer sein dortiger Nachfolger wurde. Er selbst war als Konteradmiral anschließend im Hauptquartier des Obersten Alliierten Befehlshabers des Alliierten Kommandobereichs Atlantik ACLANT (Allied Command Atlantic) tätig. Zuletzt wurde er am 28. März 2003 Nachfolger von Konteradmiral Dieter Leder als Befehlshaber des Wehrbereichskommando I „Küste“ (WBK I) in Kiel. Am 31. Dezember 2004 wurde er in den Ruhestand verabschiedet und wurde daraufhin zum 1. Januar 2005 von Generalmajor Heinz-Georg Keerl abgelöst.
Kahre war verheiratet und hatte zwei Söhne.

## Veröffentlichung
- A study of a dielectric backed resonant slot antenna, 1975